# Iyenga
 (avril 2022).
La mise en forme du texte ne suit pas les recommandations de Wikipédia : il faut le « wikifier ».
Les points d'amélioration suivants sont les cas les plus fréquents. Le détail des points à revoir est peut-être précisé sur la page de discussion.
- Les titres sont pré-formatés par le logiciel. Ils ne sont ni en capitales, ni en gras.
- Le texte ne doit pas être écrit en capitales (les noms de famille non plus), ni en gras, ni en italique, ni en « petit »…
- Le gras n'est utilisé que pour surligner le titre de l'article dans l'introduction, une seule fois.
- L'italique est rarement utilisé : mots en langue étrangère, titres d'œuvres, noms de bateaux, etc.
- Les citations ne sont pas en italique mais en corps de texte normal. Elles sont entourées par des guillemets français : « et ».
- Les listes à puces sont à éviter, des paragraphes rédigés étant largement préférés. Les tableaux sont à réserver à la présentation de données structurées (résultats, etc.).
- Les appels de note de bas de page (petits chiffres en exposant, introduits par l'outil «  Source ») sont à placer entre la fin de phrase et le point final[comme ça].
- Les liens internes (vers d'autres articles de Wikipédia) sont à choisir avec parcimonie. Créez des liens vers des articles approfondissant le sujet. Les termes génériques sans rapport avec le sujet sont à éviter, ainsi que les répétitions de liens vers un même terme.
- Les liens externes sont à placer uniquement dans une section « Liens externes », à la fin de l'article. Ces liens sont à choisir avec parcimonie suivant les règles définies. Si un lien sert de source à l'article, son insertion dans le texte est à faire par les notes de bas de page.
- La présentation des références doit suivre les conventions bibliographiques. Il est recommandé d'utiliser les modèles {{Ouvrage}}, {{Chapitre}}, {{Article}}, {{Lien web}} et/ou {{Bibliographie}}. Le mode d'édition visuel peut mettre en forme automatiquement les références.
- Insérer une infobox (cadre d'informations à droite) n'est pas obligatoire pour parachever la mise en page.

Pour une aide détaillée, merci de consulter Aide:Wikification.
Si vous pensez que ces points ont été résolus, vous pouvez retirer ce bandeau et améliorer la mise en forme d'un autre article.
 (avril 2022).
Esther Iyenga Mboyo, plus connue sous le nom de Iyenga (née en Équateur, République démocratique du Congo) est une auteure-compositrice-interprète congolaise.

## Biographie
Iyenga est née dans la province de l'Équateur, située au nord-ouest de la République démocratique du Congo. Très jeune, elle s'installe à Kinshasa avec son père, décédé plus tard.
Iyenga a commencé à chanter dans une chorale d'église jusqu'en 2012, date à laquelle lors d'un festival elle a été repérée par le producteur Zola Tempo, connu pour son travail aux côtés de Zaïko Langa Langa, Jean Goubald et Viva La Musica.
Iyenga a collaboré en 2017 avec le musicien français Aldebert dans le morceau Joli zoo.
Elle chante également avec Jocelyne Béroard et Jacob Desvarieux du groupe Kassav' et chante en tant que choriste dans l'album Sève du groupe Zaïko Langa Langa.
Après de nombreux concerts en tête d'affiche et performances en festival, en 2018, elle sort son premier album intitulé Lonkaya.
Elle est repérée par le producteur Zola Tempo, qui l'intègre dans son label Sabab Music, où elle publie son premier album, "Lonkaya", en 2018. Après la sortie de l'album, Iyenga a reçu une nomination AFRIMA de la meilleure artiste féminine d'Afrique centrale. Elle a également été finaliste à l'édition 2018 du Prix découvertes RFI.
Elle a collaboré avec Kassav' et Zaïko Langa Langa, considérés comme les plus grands groupes afro-caribéens, mais aussi Lutumba Simaro, M'Bilia Bel et Ferré Gola.

## Discographie

### Albums studio
- Lonkaya (2018)